# 天津医科大学第二医院
天津医科大学第二医院，位于天津市河西区平江道23号，1973年在原河北省医院旧址成立，由天津医学院附属医院（今天津医科大学总医院）抽调人员参与组建，初名天津医学院附属医院分院，后改为天津医学院第二附属医院。后更名天津医科大学第二医院。目前，是一家三级甲等医院，隶属于天津医科大学，主管部门是天津市教育委员会。